# Tectaria melanocauloides
Tectaria melanocauloides är en ormbunkeart som beskrevs av Masahiro Kato. Tectaria melanocauloides ingår i släktet Tectaria och familjen Tectariaceae. Inga underarter finns listade.